# Епидемиологично огнище
Епидемиологично огнище е термин, използван в епидемиологията, за да опише появата на болест с мащаби много по-големи, отколкото може да се очакват за даден момент и място. То може да засегне както малка и локализирана група така и да се разпространи върху хиляди хора на цял континент например. Два взаимно свързани случая на редки инфекциозни заболявания могат да бъдат достатъчни, за да обусловят огнище. Огнищата също могат да бъдат отнесени към епидемиите, които засягат даден регион в една страна или група от страни, или към пандемиите, които описват огнища на заболяване в световен мащаб.